# Llista de governadors de Chihuahua

Escut de Chihuahua

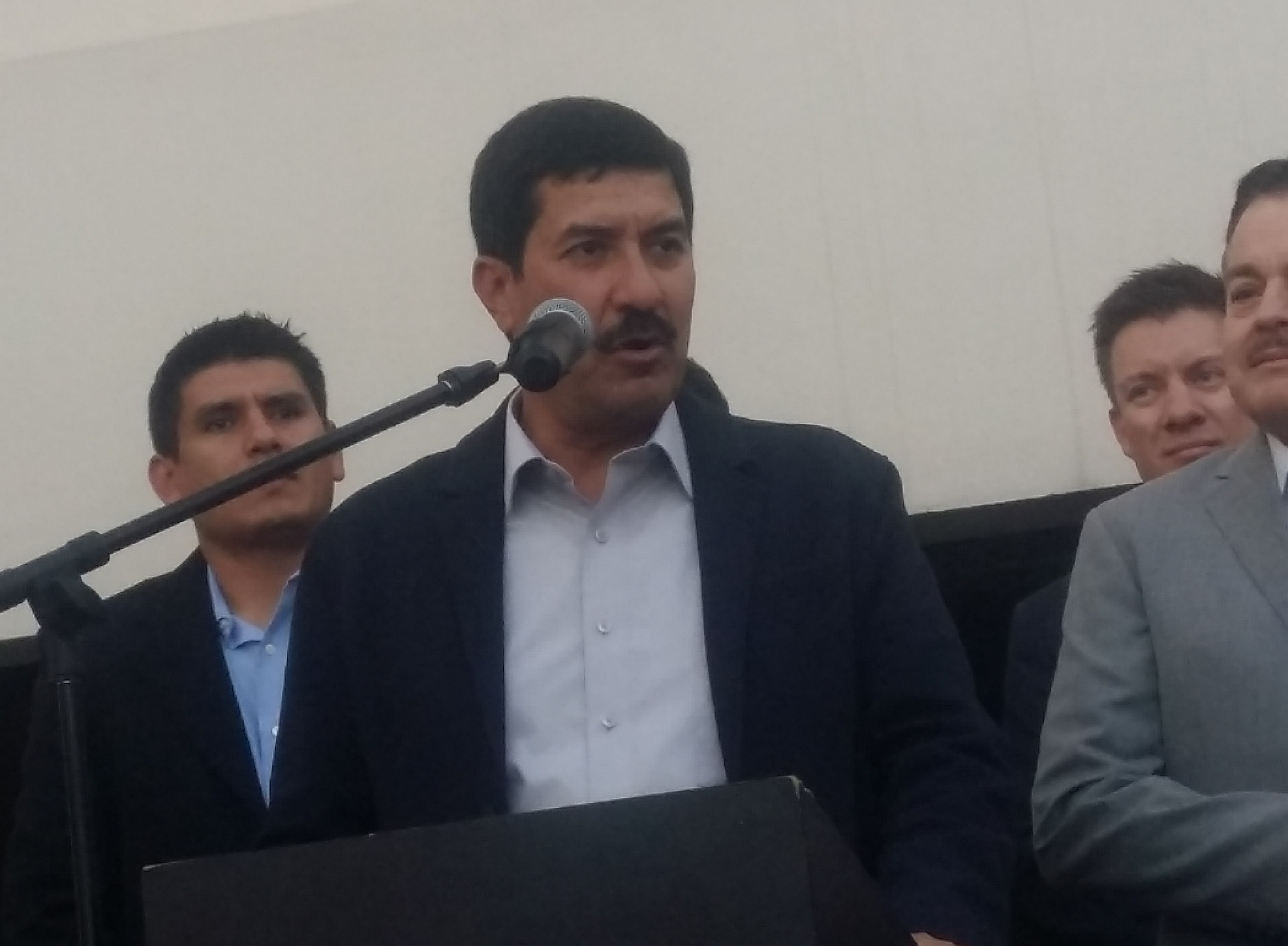
Javier Corral Jurado

Aquesta és la llista dels governadors de Chihuahua. Segons la Constitució Política de l'Estat Lliure i Sobirà de Chihuahua, l'exercici del Poder Executiu d'aquesta entitat mexicana, es diposita en un sol individu, que es denomina Governador Constitucional de l'Estat Lliure i Sobirà de Chihuahua i que és elegit per a un període de 6 anys no reeligibles per cap motiu. El període governamental comença el dia 4 d'octubre de l'any de l'elecció i acaba el 3 d'octubre després d'haver transcorregut sis anys.
L'estat de Chihuahua va ser creat en el 6 de juliol de 1824, sent un dels estats originals de la federació, per la qual cosa al llarg de la seva vida històrica ha passat per totes les formes de govern vigents a Mèxic, tant el sistema federalista com el centralista, per la qual cosa la denominació de l'entitat ha variat entre Estat i departament; variant juntament amb ella, la denominació del titular del seu Poder Executiu.
Els individus que han ocupat la Governatura de l'Estat de Chihuahua, en les seves diferents denominacions, han estat els següents:

## Governadors de l'Estat Lliure i Sobirà de Chihuahua
- (1825): José Ignacio de Urquidi

...
- (1838): Mariano Orcasitas
- (1838 - 1839): Simón Elías González
- (1839): José María Irigoyen de la O
- (1839): José María Irigoyen Rodríguez
- (1839 - 1840): José María Irigoyen de la O
- (1840): Pedro Olivares Nájera
- (1840 - 1842): Francisco García Conde
- (1842 - 1845): Mariano Monterde
- (1852 - 1856): José Cordero y Ponce De León
- (1845): Luis Zuloaga Trillo
- (1865): Manuel Ojinaga

...
- (1877): José Eligio Muñoz
- (1877): Pedro Hinojosa
- (1877 - 1879): Ángel Trías Ochoa
- (1879 - 1880): Luis Terrazas
- (1880): Gabriel Aguirre del Hierro
- (1880 - 1881): Luis Terrazas
- (1881): Mariano Samaniego
- (1881 - 1882): Luis Terrazas
- (1882 - 1883): Mariano Samaniego
- (1883 - 1884): Luis Terrazas
- (1884): Ramón Cuéllar Aranda
- (1884): Luis Terrazas
- (1884): Celso González Esquivel
- (1884): Carlos Pacheco Villalobos
- (1884 - 1885): Carlos Fuero
- (1885 - 1887): Félix Francisco Maceyra
- (1887): Carlos Pacheco Villalobos
- (1887 - 1888): Lauro Carrillo

...
- (1892): Rafael Pimentel
- (1892 - 1896): Miguel Ahumada
- (1896 - 1900): Miguel Ahumada
- (1900 - 1903): Miguel Ahumada
- (1903): Joaquín Cortázar
- (1903 - 1904): Luis Terrazas
- (1904 - 1906): Enrique C. Creel
- (1906 - 1907): José María Sánchez
- (1907 - 1910): Enrique C. Creel
- (1910): José María Sánchez
- (1910 - 1911): Alberto Terrazas Cuilty
- (1911): Miguel Ahumada
- (1911): Abraham González
- (1911 - 1912): Aureliano L. González
- (1912): Abraham González
- (1912): Felipe R. Gutiérrez
- (1912 - 1913). Abraham González
- (1913): Antonio Rábago
- (1913): Salvador R. Mercado
- (1913 - 1914): Francisco Villa
- (1914): Manuel Chao
- (1914): Fidel Ávila
- (1914): Silvestre Terrazas
- (1914 - 1915): Fidel Ávila
- (1915): Silvestre Terrazas
- (1915 - 1916): Ignacio C. Enríquez
- (1916): Francisco L. Treviño
- (1916 - 1917): Arnulfo González
- (1917): Enrique Alcalá
- (1917 - 1918): Arnulfo González
- (1918): Manuel Herrera Marmolejo
- (1918): Arnulfo González
- (1918): Ignacio C. Enríquez
- (1918): Ramón Gómez y Salas
- (1918): Ignacio C. Enríquez
- (1918 - 1919): Andrés Ortiz Arriola
- (1919): Melquiades Angulo
- (1919): Andrés Ortiz Arriola
- (1919): Melquiades Angulo
- (1919): Andrés Ortiz Arriola
- (1919): Melquiades Angulo
- (1919 - 1920): Andrés Ortiz Arriola
- (1920): Melquiades Angulo
- (1920): Andrés Ortiz Arriola
- (1920): Melquiades Angulo
- (1920): Emilio Salinas
- (1920): Alfonso Gómez Luna
- (1920): Abel S. Rodríguez
- (1920): Tomás Gameros
- (1920): Abel S. Rodríguez
- (1920 - 1921): Ignacio C. Enríquez
- (1921): Efrén Valdéz
- (1921): Ignacio C. Enríquez
- (1921): Rómulo Alvelais
- (1921): Ignacio C. Enríquez
- (1921): Pedro S. Olivas
- (1921 - 1923): Ignacio C. Enríquez
- (1923): Rómulo Alvelais
- (1923): José Acosta Rivera
- (1923): Ignacio C. Enríquez
- (1923): José Acosta Rivera
- (1923): Ignacio C. Enríquez
- (1923): Rómulo Alvelais
- (1923): Ignacio C. Enríquez
- (1923 - 1924): Reinaldo Talavera
- (1924): Ignacio C. Enríquez
- (1924): Reinaldo Talavera
- (1924): Vicente N. Mendoza
- (1924): Reinaldo Talavera
- (1924): Jesús Antonio Almeida
- (1924): Vicente N. Mendoza
- (1924 - 1925): Jesús Antonio Almeida
- (1925): Vicente N. Mendoza
- (1925): Jesús Antonio Almeida
- (1925): Jorge M. Cárdenas
- (1925 - 1926): Jesús Antonio Almeida
- (1926): Mariano Guillén
- (1926 - 1927): Jesús Antonio Almeida
- (1927): Manuel Mascareñas
- (1927 - 1928): Fernando Orozco
- (1928 - 1929): Marcelo Caraveo
- (1929): Luis L. León
- (1929): Francisco R. Almada
- (1929): Luis L. León
- (1929 - 1930): Francisco R. Almada
- (1930): Rómulo Escobar Zerman
- (1930): Francisco R. Almada
- (1930): Andrés Ortiz Arriola
- (1930): Pascual García
- (1930): Andrés Ortiz Arriola
- (1930): Pascual García
- (1930 - 1931): Andrés Ortiz Arriola
- (1931): Pascual García
- (1931): Andrés Ortiz Arriola
- (1931): Pascual García
- (1931): Andrés Ortiz Arriola
- (1931): Pascual García
- (1931): Andrés Ortiz Arriola
- (1931): Pascual García
- (1931): Andrés Ortiz Arriola
- (1931 - 1932): Roberto Fierro Villalobos
- (1932): Eduardo Salido
- (1932 - 1936): Rodrigo M. Quevedo
- (1936 - 1940): Gustavo L. Talamantes
- (1940 - 1944): Alfredo Chávez
- (1944 - 1950): Fernando Foglio Miramontes
- (1950 - 1955): Óscar Soto Maynez
- (1955 - 1956): Jesús Lozoya Solís
- (1956 - 1962): Teófilo Borunda
- (1962 - 1968): Práxedes Giner Durán
- (1968 - 1974): Oscar Flores Sánchez
- (1974 - 1980): Manuel Bernardo Aguirre
- (1980 - 1985): Óscar Ornelas Küchlé
- (1985 - 1986): Saúl González Herrera
- (1986 - 1992): Fernando Baeza Meléndez
- (1992 - 1998): Francisco Barrio Terrazas (PAN)
- (1998 - 2004): Patricio Martínez García (PRI)
- (2004 - 2010): José Reyes Baeza Terrazas (PRI)
- (2010 - 2016): César Duarte Jáquez (PRI)
- (2016 - 2021): Javier Corral Jurado (PAN)